# موسى تشن
موسى تشن (بالإنجليزية: Moses Chan)‏ (بالصينية: 陳豪) هو مغني وممثل صيني وأسترالي، ولد في 16 أبريل 1971 بهونغ كونغ في الصين.

## وصلات خارجية
- موسى تشن على موقع IMDb (الإنجليزية)
- موسى تشن على موقع ألو سيني (الفرنسية)
- موسى تشن على موقع ميوزك برينز (الإنجليزية)
- موسى تشن على موقع أول موفي (الإنجليزية)
- موسى تشن على موقع قاعدة بيانات الفيلم (الإنجليزية)
- موسى تشن على موقع كينوبويسك (الروسية)